# 札幌大学
札幌大学（さっぽろだいがく、英語: Sapporo University）は、〒062-8520
北海道札幌市豊平区西岡3条7丁目3-1に本部を置く日本の私立大学。1967年創立、1967年大学設置。大学の略称は札大（さつだい）。

## 概観
1967年に2学部3学科の私立大学として開学した。その後、学部・学科を増やすも、2013年4月に改組され、1学群1学域13専攻からなる大学となった（その後、専攻の再編あり）。キャンパスは札幌ドームを見下ろす地にある。

## 沿革
（沿革節の主要な出典は公式サイト）
- 1967年（昭和42年）
  - 2月23日 - 学校法人札幌大学設立
  - 4月 - 札幌大学開学、経済学部経済学科、外国語学部英語学科、外国語学部ロシヤ語学科開設
- 1968年（昭和43年）4月 - 経営学部経営学科開設。札幌大学女子短期大学部開学、英文科、国文科開設
- 1979年（昭和54年） - 経営学部附属産業経営研究所開設
- 1982年（昭和57年）4月 - 女子短期大学部に文化学科、経営学科（経営管理専攻・秘書専攻）開設。英文科を英文学科に、国文科を国文学科に名称変更
- 1985年（昭和60年） - 外国語学部英語学科に「語学・文学」、「国際文化」、「貿易」の3コース制を導入
- 1989年（平成元年）4月 - 法学部法学科（「企業法務」、「行政」の2コース制）開設。法学部附属企業法務研究所開設
- 1990年（平成2年） - 外国語学部ロシヤ語学科の学科名称がロシア語学科となる
- 1993年（平成5年）4月 - 外国語専攻科（英語専攻）開設
- 1997年（平成9年）4月 - 文化学部日本語・日本文学科、比較文化学科及び経営学部産業情報学科設置。大学院法学研究科（修士課程）設置。短期大学部国文学科、文化学科募集停止
- 1998年（平成10年） - 女子短期大学部文化学科廃止
- 1999年（平成11年）4月 - 大学院経営学研究科修士課程開設、女子短期大学部国文学科廃止
- 2000年（平成12年）3月 - 大学院外国語学研究科修士課程開設
- 2001年（平成13年）4月 - 大学院経済学研究科修士課程、大学院文化学研究科修士課程開設
- 2004年（平成16年） - 大学院文化学研究科付属ペリフェリア・文化学研究所開設、経済学部附属地域経済研究所開設
- 2005年（平成17年） - 外国語専攻科（英語専攻）廃止
- 2006年（平成18年）4月 - 法学部自治行政学科設置（法学科のコース制を改める）、経営学部産業情報学科をビジネスコミュニケーション学科に名称変更、女子短期大学部経営学科経営管理専攻と秘書専攻を経営学科に統合、札幌大学孔子学院開設
- 2007年（平成19年）4月 - 文化学部日本語・日本文化学科、比較文化学科を募集停止。文化学部文化学科（5コース制）開設。開学40周年
- 2009年（平成21年）4月 - 経営学部ビジネスコミュニケーション学科を募集停止。法学部自治行政学科募集停止（法学科4コース制に変更）。4つの附属研究所を統合し総合研究所開設
- 2013年（平成25年）
  - 3月 - 文化学部比較文化学科廃止
  - 4月 - 地域共創学群人間社会学域開設（5学部6学科を募集停止し1学群1学域13専攻に改組）。女子短期大学部キャリアデザイン学科開設。女子短期大学英文学科、経営学科を募集停止
- 2014年（平成26年）3月 - 文化学部日本語・日本文化学科廃止
- 2015年（平成27年）3月 - 経営学部ビジネスコミュニケーション学科、法学部自治行政学科廃止
- 2017年（平成29年）3月 - 外国語学部ロシア語学科廃止
- 2018年（平成30年）
  - 3月 - 外国語学部英語学科廃止。外国語学部廃止。大学院外国語学研究科ロシア語学専攻廃止
  - 4月 - 大学院法学研究科（法学専攻）、経営学研究科（経営学専攻）、外国語学研究科（英語学専攻）、経済学研究科（地域経済政策専攻）の学生募集を停止
- 2019年（平成31年）
  - 3月 - 経済学部経済学科、文化学部文化学科廃止。大学院経営学研究科、外国語学研究科、経済学研究科廃止
  - 4月 - 女子短期大学部こども学科開設
- 2020年（令和2年）
  - 3月 - 法学部法学科廃止
  - 4月 - 大学院文化学研究科を地域・文化学研究科文化学専攻（修士課程）に改組
- 2021年（令和3年）
  - 3月 - 経営学部経営学科、大学院法学研究科廃止
  - 4月 - 女子短期大学部キャリアデザイン学科、こども学科募集停止

## 学部・学科
- 地域共創学群
  - 人間社会学域
    - 経済学専攻
    - 経営学専攻（本専攻は2年次から以下の2コースに分かれる。ただし、情報経営コースについては各コースへ分かれる前の1年次のうちに、履修し、単位修得を推奨されている科目があるなど、独立した色が強い）
      - 経営・会計コース
      - 情報経営コース

    - 法学専攻
      - 法専門職・公務員コース
      - 法専門職・公務員エキスパートコース（所属するにはこのコースへ入学するための入学試験か入学後2年目からこのコースを選ぶかによる。また、所属するための成績基準あり）
      - パブリックセキュリティーコース
      - ビジネス法務コース

    - 英語専攻
      - 英語教育エキスパートコース（学生の目的意識や興味・関心に即したコースであり、選択しなくとも卒業可）
      - 通訳翻訳エキスパートコース（学生の目的意識や興味・関心に即したコースであり、選択しなくとも卒業可）

    - ロシア語専攻（2024年度より募集停止）
    - 歴史文化専攻
    - 日本語・日本文化専攻
    - スポーツ文化専攻
    - リベラルアーツ専攻（2018年度入学生までは「現代教養専攻」）

## 研究科
- 地域・文化学研究科
  - 文化学専攻（修士課程）

## 教育および研究
- 学生証にICチップを組み込み、授業が行われる際に教室前のチップ読み取り機にかざすと一瞬で授業に出席したことが登録される。また、学生向けに専用ホームページ（アイトス）があり、学生個人の時間割表、必要単位数、出欠確認、成績確認などができるようになっている。2020年度からは学生証を用いた出席確認を廃止し、「BIND.note」という札幌大学専用のアプリを学生がダウンロードする。講義中に教員が出席確認の為のパスワードを発表し、それを学生がアプリ内で入力することで出席が認められる仕様に変更された。
- 2009年度より授業改善などに関するFD活動に学生が参画し、学生・職員・教員が協同して、学生目線からの授業改善、大学改善を行っている。
- 2010年より、アイヌを対象にした「ウレㇱパ・プロジェクト」という制度を開始した。アイヌ子弟の学費免除などの奨学生制度や、アイヌ文化の授業、発信などが柱となっている[2]。
- 初代文化学部長・第11代学長である山口昌男は日本の文化人類学の権威で、図書館にはその蔵書を納めた「山口文庫」があり地域開放もされている。また札幌出身の演劇学者・郡司正勝の蔵書を納めた「郡司文庫」もある。
- 全国的にも珍しいロシア語専攻学科を持ち、開学以来の看板であったが、2024年に学生募集を停止した[3][4][5]。

## 施設

### 西岡キャンパス
- 使用学部：全学部
- 使用研究科：大学院全研究科
- 使用附属施設：事務局、図書館、附属総合研究所、埋蔵文化財展示室、セミナーハウス、大学会館「リンデンホール」、情報メディアセンター、語学教育センター、創立40周年記念ホール「プレアホール」、札幌大学インターコミュニケーションセンター「SUICC」（国際交流センター、札幌大学孔子学院、）、野球場、陸上競技場、サッカー場、テニスコート、トレーニングルームなど
- 交通アクセス：北海道中央バス西岡営業所各線 札大正門前停留所および札大南門停留所、北都交通 札幌大学前停留所および札大南門停留所
- 札幌ドーム4個半分、東京ドーム5個分の広さを有する。敷地内には3万平方メートルもの自然林があふれ、緑豊かなキャンパスである。

## 系列校
- 札幌大学女子短期大学部 - 2021年度より学生募集停止

## 他大学との協定関係

### 他大学等との協定
以下、短期大学部とのものを除く

#### 大学等
国内
- 札幌圏大学・短期大学単位互換協定（Green-Campus）
- 札幌圏教職課程コンソーシアム協定（札幌学院大学、北星学園大学、酪農学園大学）
- 沖縄大学（単位互換協定）
- 京都精華大学（単位互換協定）
- 立正大学（単位互換協定）
- 和光大学（単位互換協定）
- 稚内北星学園大学（包括的連携協定）
- 鹿児島国際大学（包括的連携協定）
- 大東文化大学

国外
- 三大学間連携協定（本学・サハリン国立総合大学・モスクワ国立総合大学）

- ロシア
  - 北東連邦大学

- アメリカ
  - ネブラスカ州立大学カーニィ校（姉妹校提携）
  - ポール大学（留学協定）
  - マリアン・カレッジ（留学協定）
  - ネブラスカ州立大学リンカーン校（留学協定）
  - 南フロリダ大学（留学協定）
  - エディンボロ大学（留学協定）
  - セントマイケルズ大学（留学協定）
  - ポールステート大学（交流協定）
  - パシフィック大学オレゴン校（交流協定）
  - ハワイ州立大学ヒロ校（交流協定）

- カナダ
  - セントメアリーズ大学（留学協定）
  - サスカチュワン大学（留学協定）

- オーストラリア
  - シドニー工科大学（留学協定）
  - ニューキャッスル大学（留学協定）
  - ビクトリア工科大学（留学協定）
  - クイーンズ工科大学（留学協定）
  - オークランド工科大学（交流協定）

- オーストリア
  - ヨアネウム応用科学大学（留学協定）

- イタリア
  - ボローニャ大学（交流協定）
  - ペルージャ外国人大学（交流協定）

- イギリス
  - リバプール・ジョン・ムアーズ大学（交流協定）

- フィンランド
  - ラップランド大学（交流協定）

- 中国
  - 広東外語外資大学（交流協定）
  - 安徽工業大学（交流協定）
  - 華東理工大学（交流協定）
  - 天津外国語学院（交流協定）
  - 天津外国語大学（交流協定）
  - 華東理工大学（交流協定）
  - 深圳大学（交流協定）
  - 大連外国語学院（交流協定）
  - 中国海洋大学外国語学院（交流協定）
  - 恵州学院（交流協定）
  - 大慶師範学院（転入学受入協定）
  - 中国社会科学院財経戦略研究院（学術研究交流協定）
  - 大連民族大学（交流協定）
  - 浙江越秀外国語学院（交流協定）
  - 恵州経済職業技術学院（交流協定）
  - 黄山学院（交流協定）
  - 上海電機学院（交流協定）
  - 信陽師範学院（交流協定）
  - 中国海洋大学（交流協定）

- 韓国
  - 高麗大学校（交流協定）
  - 中央大学校（交流協定・交流協定）
  - 韓瑞大学校（交流協定）
  - 全州大学校（留学協定・交流協定）
  - 培材大学校（留学協定・交流協定）
  - 光州女子大学校（交流協定）

- 台湾
  - 国立台中技術学院（交流協定）
  - 嶺東科技大学（交流協定）

- カンボジア
  - メコン大学（交流協定）

- タイ
  - カセサート大学（交流協定）

- ベトナム
  - ハノイ国家大学外国語大学（交流協定）

#### 大学院
- 北海学園大学大学院経済学研究科（特別聴講学生に関する協定）
- 北星学園大学大学院経済学研究科（特別聴講学生に関する協定）
- 酪農学園大学大学院酪農学研究科（特別聴講学生に関する協定）

#### 女子短期大学部からの編入学受け入れ
- 中央大学

#### 高等学校
- 北海道札幌平岸高等学校（高大連携協定）
- 北海道札幌丘珠高等学校（高大連携協定）
- 札幌新陽高等学校（高大連携協定）
- 北海道松前高等学校（高大連携協定）
- 北海道札幌東商業高等学校（高大連携協定）
- 星槎国際高等学校（高大連携協定）

#### 自治体等
- 北海道開発局（北海道の国際物流活性化に向けた連携協定）
- 北海道議会（包括連携協定）
- 一般社団法人札幌大学ウレシパクラブ（包括・連携協定）

## 大学関係者と出身者
- 札幌大学の人物一覧

## 学生生活

### 学園祭
大学祭の名称は「大学祭」（及び「文連祭」）の名称で例年5月から6月にかけて実施されていたが、2024年より「玄天祭」となり、6月中旬に実施された。

### クラブ・サークル
- クラブ
  - チアリーディング部
  - 野球部
  - 硬式庭球部
  - スケート部
  - サッカー部
  - 女子サッカー部
  - 男子バレーボール部
  - 女子バレーボール部
  - アメリカンフットボール部
  - ラグビー部
  - 弓道部
  - 少林寺拳法部
  - ゴルフ部
  - 合氣武道部
  - 男子バスケットボール部
  - 女子バスケットボール部
  - 剣道部
  - 準硬式野球部
  - 柔道部
  - スキー部
  - 卓球部
  - サイクリング部
  - 男子バドミントン部
  - 女子バドミントン部
  - 空手道部
  - ハンドボール部
  - 陸上競技部
  - 軟式野球部
  - ソフトテニス部
  - X-SPORTS部
- サークル
  - 全学応援団
  - 吹奏楽団
  - 新聞会

#### 特筆される成績
- 野球部
  - 1967年創部。札幌学生野球連盟（札幌六大学野球）22回優勝。全日本大学野球選手権大会21回、明治神宮野球大会9回出場（2024年11月現在）。最高成績はそれぞれベスト4進出1回・2回[7]。
1974年の大学選手権（第23回大会）準決勝で優勝した早稲田大に1-5で敗退。翌1975年の同選手権（第24回大会）では、1回戦で優勝候補の一角東海大を2-1で下したが、2回戦で優勝候補の丸山清光と名取和彦両4年生投手擁する明治大に0-7（7回コールド）で敗退。1987年の同選手権（第36回大会）では、1回戦で前年準優勝校の流通経済大を3-2で下したが、2回戦で優勝した3年志村亮と4年鈴木哲両投手擁する慶応大に3-5で敗退した。1996年の同選手権（第45回大会）では、2回戦で優勝候補の一角東北福祉大に4年小野公誠のサヨナラ本塁打により2-3x（延長10回）で敗退した。
1977年の神宮大会（第8回大会）では、準決勝で優勝した4年江川卓投手擁する法政大に0-3で敗退。1986年の同大会（第17回大会）では、2回戦で平塚克洋と武田一浩の両3年生投手擁する優勝候補の明治大を武田からサヨナラ本塁打を放ち3x-2で下し準決勝に進出したが、優勝した4年西崎幸広投手擁する愛知工大に0-9で敗退した。
- サッカー部
  - 1976年の第25回全国大学選手権ベスト4、1980年の第4回総理大臣杯ベスト4などの戦績がある。
- 男子バスケットボール部
  - 日本学生選抜大会44回、全日本大学選手権45回出場。
- 女子バスケットボール部
  - 日本学生選抜大会30回、全日本大学選手権31回出場。

## 公式サイト
- 札幌大学